# O ludzką Łotwę
O ludzką Łotwę (łot. Par cilvēcīgu Latviju, PCL; do 2020 roku pod nazwą KPV LV, czyli Do kogo należy państwo, łot. Kam pieder valsts, KPV LV) – łotewska partia polityczna założona w 2016 roku przez Artussa Kaimiņša. W latach 2019–2021 jedna z partii tworzących rząd Artursa Krišjānisa Kariņša.

## Historia
Kariera polityczna kontrowersyjnego dziennikarza i aktora Artussa Kaimiņša zaczęła się od wyborów w 2014, gdy uzyskał mandat posła z ramienia Łotewskiego Zjednoczenia Regionów. Wkrótce opuścił jednak frakcję poselską ugrupowania. W lutym 2016 ogłosił powstanie własnej partii pod nazwą Do kogo należy państwo (KPV LV), która została oficjalnie zarejestrowana cztery miesiące później. Eksperci określili jej program jako typowo populistyczny. W 2017 partia zaprezentowała swój program wyborczy, w którym domaga się zmniejszenia liczby ministrów, odpolitycznienia administracji, zwiększenia dochodów urzędników. Zaproponowano także obniżenie cen leków, a także zwiększenie pensji pracowników służby zdrowia. Mimo oskarżeń o populizm wskazuje się, że partia nie ma wyraźnie określonej ideologii.
Partia wystartowała w wyborach lokalnych wiosną 2017 zgłaszając swoje listy w 15 samorządach. Ostatecznie reprezentację uzyskano m.in. w miastach Jełgawie i Jēkabpils. Partia zarejestrowała swoją listę w wyborach sejmowych w 2018. Ugrupowanie za swój cel uznało przejęcie władzy i uzyskanie 10–15 posłów na Sejm. Kandydatem na premiera został prawnik Aldis Gobzems. Ostatecznie  wyborach z jesieni 2018 roku na partię zagłosowało 14,25% wyborców, co dało szesnaście mandatów w Sejmie.
Początkowo przewodniczącym partii pozostawał jej założyciel Artuss Kaimiņš. Później na czele ugrupowania stali trzej współprzewodniczący Artuss Kaimiņš, Linda Liepiņa oraz Atis Zakatistovs. W czerwcu 2018 Artuss Kaimiņš został objęty postępowaniem antykorupcyjnym w związku z podejrzeniem nielegalnego finansowania swojej partii.
W styczniu 2019 partia weszła w skład rządu Artursa Krišjānisa Kariņša, delegując do niego trzech ministrów. W lutym 2021 partia na krótki okres zmieniła nazwę na O ludzką Łotwę (łot. Par cilvēcīgu Latviju). Miesiąc później na nową przewodniczącą ugrupowania została wybrana Ieva Krapāne. W czerwcu 2021 partia opuściła koalicję rządzącą. W tym samym miesiącu ponownie zmieniła nazwę na O ludzką Łotwę.